# João Sabino Mendes
João Sabino Mendes Neto Saraiva, noto semplicemente come João Mendes (Matosinhos, 21 ottobre 1994), è un calciatore portoghese, centrocampista del Kayserispor.

## Caratteristiche tecniche
È un trequartista.

## Carriera
Ha esordito in fra i professionisti l'8 settembre 2013 con il Gondomar disputando l'incontro di Campeonato de Portugal pareggiato 1-1 contro l'Amarante.

## Palmarès

### Club

#### Competizioni nazionali
- Segunda Liga: 1

Estoril Praia: 2020-2021